# 阮文振 (賓童龍)
阮文振（占語名：Po Saong Nyung Ceng，？—1822年），是一位賓童龍占婆君主，1799年至1822年在位。

## 生平
阮文振原名捕𣘁到，阮文振是後來阮主阮福映所賜的姓名。他與阮文豪一樣，原本只是順城鎮的一個農民。阮福映重新奪取嘉定，阮文振加入阮主的隊伍，積極對抗西山朝
庚戌年（1790）九月，阮文振以藩僚的身份被阮主任命为钦差统兵该奇。
1794年（景興五十五年），阮福映任命阮文豪為順城正鎮、阮文振為順城副鎮，管理順城鎮藩僚及諸蠻柵歲輸租稅，隸屬於平順營管轄。
乙卯年（1795）八月，阮文振以副镇升为正镇。
1796年，平順省野江蠻的酋長噌嗎（Po Chongchan）在西山朝的支持下自稱順城鎮王，進攻潘里，被阮文振擊退。同年，他與阮文豪協助阮主鎮壓了鋪針蠻酋長全扶（Tuan Phaow）的起事。1799年（景興六十年），阮文豪逝世，阮文振繼任順城鎮守職務。
1807年（嘉隆六年），阮朝規定了順城鎮官屬軍役的人數。十月，任命阮文永為副鎮。1822年（明命三年），阮文振逝世，由阮文永繼任正鎮。